# Oziroe pomensis
Oziroe pomensis là một loài thực vật có hoa trong họ Măng tây. Loài này được Ravenna mô tả khoa học đầu tiên năm 1998.